# Matisse (cratère)
Pour les articles homonymes, voir Matisse (homonymie).

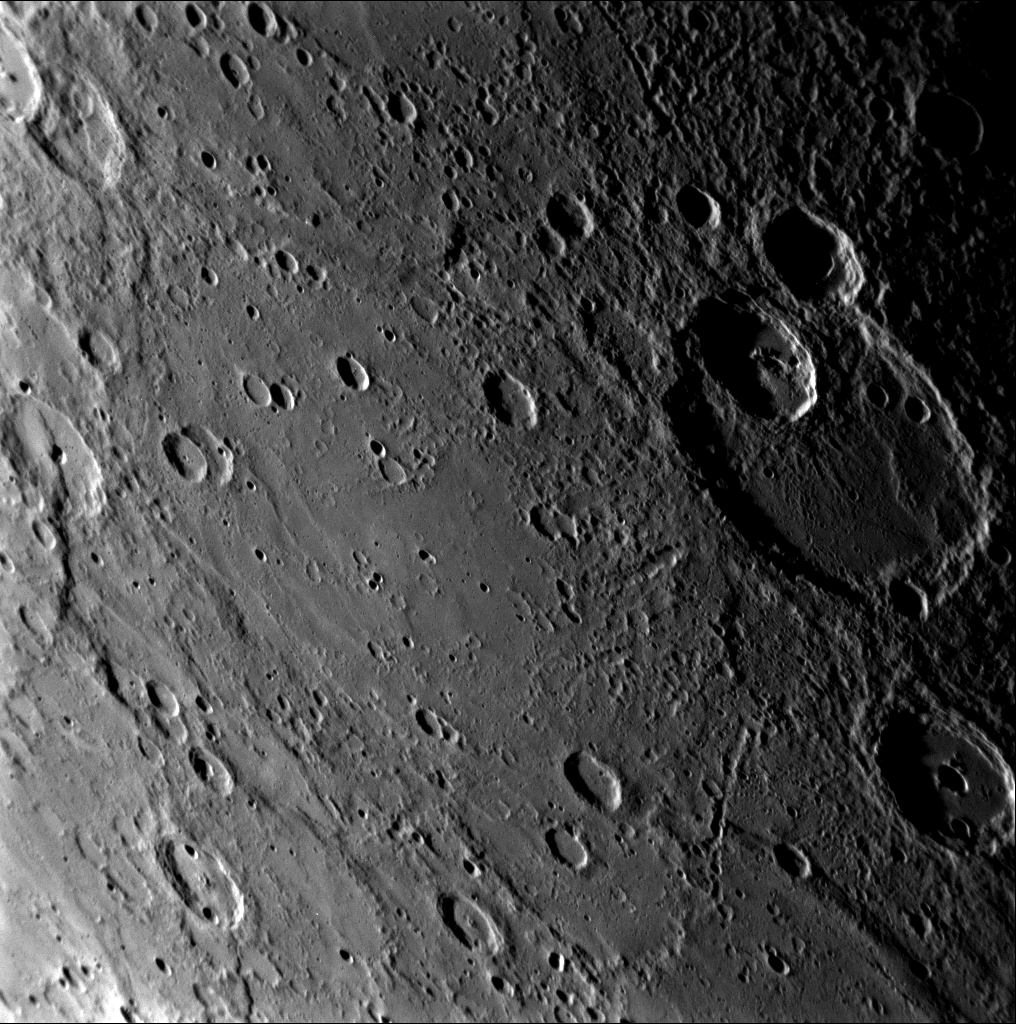
Le cratère Matisse est à droite, et en dessous, Lessing. À l'extrême gauche, Rūmī.

Matisse est un cratère d'impact présent sur la surface de Mercure. 
Le cratère fut ainsi nommé par l'Union astronomique internationale en 1976 en hommage au peintre français Henri Matisse. 
Son diamètre est de 189 km. Il se situe dans le quadrangle de Michelangelo (quadrangle H-12) de Mercure.